# 真・女神転生 デビルチルドレン パズルdeコール!
『真・女神転生 デビルチルドレン パズルdeコール!』（しん・めがみてんせい デビルチルドレン パズル・デ・コール）は、2003年7月25日にアトラスより発売されたゲームボーイアドバンス用ゲームソフト。

## 概要
主人公達が強大な魔力を感じ取った無人の村に立ち寄ったのが物語の発端となっており、アトラスのパズルボーイを元にしたパズルゲームという形式を取っている。また、ボス戦では床にある星を全て取ることでクリアとなる。通信対戦が可能であり、相手よりも早くパズルを解けば勝利となる。
時系列は主人公達が帝国軍と戦っている最中の出来事となるが、本編では別々に旅をしていたジンとアキラが共に旅をしている設定になっている。
本作では本編の開発であるマルチメディア インテリジェンス トランスファーが関わっておらず、ランドの口調などが異なっている。

## システム
ランドとゲイルを選んで遊ぶ「ストーリーモード」、二人対戦の「レースモード」、難易度「かんたん」「ふつう」「むずかしい」の3つで構成されているミッションを一人でクリアする「パズルモード」がある。

## 用語
ミニチュア
帝国が作り上げたヴァルハラのデビル達が捕らえられている場所。そこではデビル達の魔力を吸い取っている。
アストラルボディ
本体に見えるが実際は偽の体。アストラルボディを使い帝国幹部とアズラエルはミニチュアでデビル達の魔力を吸収していた。

## 変更点
- ランドの一人称が『ボク』に変更されている。
- こうていおとうとの名前がアニメ版と同じくアズラエルとなっている。
- 『光の書・闇の書』に登場したラストボスを除くボスの属性が変わっている。